# Jean Jouzel
Jean Jouzel (Janzé, 5 marzo 1947) è un ingegnere e climatologo francese.
Si è fatto conoscere nel 1987 quando ha pubblicato, insieme a Claude Lorius, il primo studio che stabilisce formalmente il legame tra la concentrazione di CO2 nell'atmosfera e il riscaldamento globale. Nel 1994 è stato nominato membro dell'Gruppo intergovernativo sul cambiamento climatico (IPCC) e dal 2002 al 2015 è stato vicepresidente del gruppo di lavoro sulle basi fisiche del cambiamento climatico all'interno di questa istituzione. Si sta gradualmente affermando in Francia come figura mediatica nella lotta contro il riscaldamento globale.
Riconosciuto a livello internazionale per le sue ricerche sul cambiamento climatico, ha ricevuto numerosi premi scientifici, tra cui la Medaglia d'oro del CNRS (il più alto riconoscimento scientifico francese) e il Premio Vetlesen (considerato l'equivalente del Premio Nobel per le Scienze della Terra). È inoltre membro dell'Accademia francese delle scienze, italiana, europea, americana e australiana.

## Situazione personale

### Educazione
Nato in una famiglia di agricoltori bretoni, Jean Jouzel ha frequentato la scuola secondaria Saint-Joseph di Janzé, poi il Lycée de l'Assomption di Rennes, prima di frequentare le classi preparatorie di Maths Sup e Maths Spéciale al Lycée Chateaubriand di Rennes.
Si è laureato come ingegnere all'Ecole Supérieure de Chimie Industrielle de Lyon (ESCIL, classe 1968) e ha conseguito il titolo di dottore in scienze fisiche nel 1974 dopo aver completato una tesi sulla complementarità delle misure di deuterio e trizio per lo studio della formazione della grandine proposta dal suo professore Étienne Roth. L'anno precedente aveva difeso una tesi di dottorato all'Università di Orsay su Les mesures du tritium dans de faibles quantités d'eau à la teneur naturelle.

### La carriera
Piuttosto che fare domanda per diventare ricercatore al CNRS, preferì tornare al CEA per lavorare con Claude Lorius. È stato nominato ingegnere ricercatore nel laboratorio di geochimica isotopica del CEA di Saclay, di cui è diventato co-direttore nel 1986. Nel 1989 è stato nominato vicedirettore del laboratorio di glaciologia e geofisica ambientale del CNRS di Grenoble, poi, nel 1991, vicedirettore del laboratorio di modellistica climatica e ambientale (ora LSCE - Laboratory of Climate and Environmental Sciences) del CEA e, infine, direttore di ricerca del CEA nel 1995.
Dal 2001 al 2008 ha diretto l'Institut Pierre-Simon-Laplace, una delle cui componenti principali è il LSCE, che dipende dalla Commissione per l'energia atomica e per il quale è stato responsabile del gruppo clima dal 1998 al 2004. È anche presidente del Consiglio di amministrazione dell'Istituto polare francese Paul-Émile-Victor (IPEV). Nel 2009 è diventato anche presidente dell'associazione Méditerranée 2000, il cui obiettivo è educare il grande pubblico all'ambiente, in occasione del 20º anniversario della sua creazione.

### Vita privata
Con la moglie Brigitte, insegnante, ha due figli, tra cui Jean-Noël Jouzel, sociologo e ricercatore presso il CNRS.

## Il lavoro sul riscaldamento globale
Negli anni '70, Jean Jouzel e Claude Lorius ritenevano che la Terra si stesse avvicinando a una nuova era glaciale. Secondo Jouzel, "i tre precedenti periodi interglaciali erano durati circa 10.000 anni, il nostro si stava avvicinando ai 12.000 anni e, poiché negli anni '60-'70 c'era stato un piccolo calo, si pensava a un raffreddamento". Così come Lorius, del resto "3. Ma le analisi delle carote di ghiaccio prelevate in Antartide dai russi nel 1982-1983 presso la loro base di Vostok hanno portato a un completo cambiamento della visione dei climatologi. Ciò è stato dimostrato in una serie di articoli clamorosi pubblicati nel 1987 sulla rivista Nature. Secondo Jouzel, l'analisi delle carote di ghiaccio "mostra che durante i periodi freddi c'è meno CO2 e durante i periodi caldi ce n'è di più. Si conferma così che a governare le fasi maggiori è sì l'astronomia, la posizione della Terra rispetto al Sole, ma che nei periodi di riscaldamento la CO2 amplifica il fenomeno". La dimostrazione del ruolo dell'anidride carbonica, CO2, convergerà così con il lavoro dei modellisti che "avanzavano questo legame e facevano previsioni sull'aumento della temperatura causato dalle emissioni di gas serra. Ma si trattava di modelli, ai quali si aggiungevano alcuni esperimenti di laboratorio e studi sull'atmosfera di altri pianeti. Ora, grazie al ritorno al passato, stiamo fornendo risultati concreti per la Terra, con curve di facile comprensione per i politici".
Da allora, Jean Jouzel ha ottenuto un riconoscimento internazionale per le sue analisi dei ghiacci dell'Antartide e della Groenlandia, che forniscono informazioni sul clima passato della Terra (paleoclimatologia). È stato coautore di quasi 45 articoli sulle prestigiose riviste scientifiche Nature e Science. Nel 2002 ha ricevuto la prestigiosa medaglia d'oro del CNRS per il suo lavoro, insieme a Claude Lorius.

## L'impegno

### Per il clima
Dopo la decisione del 1988 di fondare l'I PCC all'interno delle Nazioni Unite, il contributo di Jean Jouzel al cambiamento climatico è diventato più militante. Nel 2002 è stato nominato vicepresidente del gruppo scientifico4. In seguito ha acquisito notorietà presso il grande pubblico per il suo contributo al tema del riscaldamento globale, in particolare grazie al suo ruolo di esperto del gruppo scientifico, intervenendo regolarmente sui media7,8. Non esita a parlare non solo come esperto climatologo, ma anche per commentare proiezioni economiche e decisioni politiche9. Nel 2007, sotto la presidenza di Rajendra Kumar Pachauri, l'IPCC è stato insignito del Premio Nobel per la pace, insieme ad Al Gore, come informatore dell'emergenza climatica.

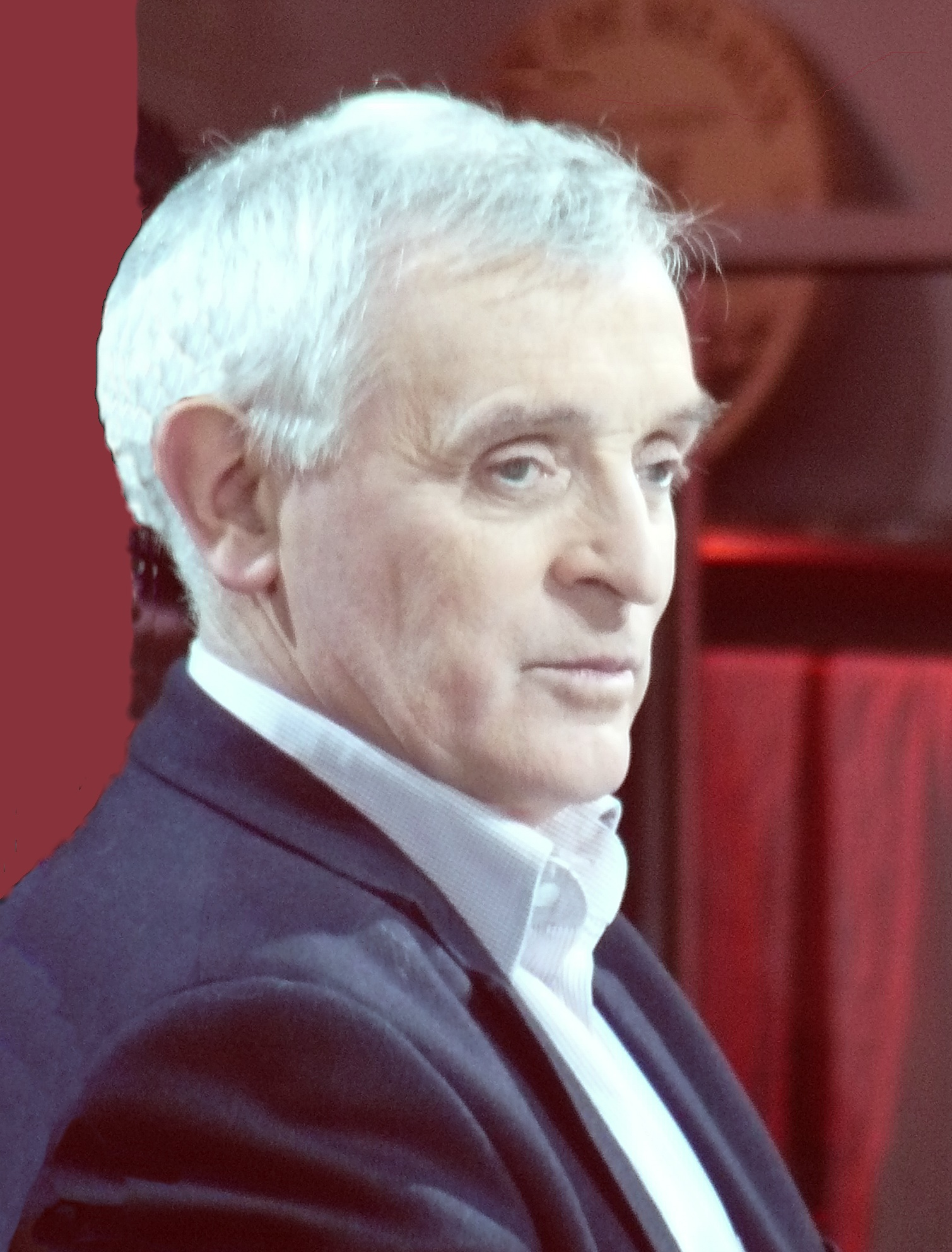
Jean Jouzel 2010

Nel 2010 è stato nominato membro del Consiglio economico, sociale e ambientale11. Nel 2014 è stato nominato membro del Consiglio strategico per la ricerca.
Nel dicembre 2017 ha lanciato una campagna13 a sostegno di un trattato europeo per trovare finanziamenti sostenibili per la transizione energetica, al fine di combattere il riscaldamento globale. 1.115 miliardi l'importo totale da investire in 10 anni, tra il 2021 e il 2030, per raggiungere gli obiettivi di riduzione delle emissioni di gas serra14. Ha poi tenuto una serie di discorsi pubblici, oltre che a rappresentanti politici, sociali e ambientali. Ha dato il via alla campagna "Climate Finance Pact ", che da allora è stata firmata da più di 150 personalità e si basa sul libro Pour éviter le chaos climatique et financier (Evitare il caos climatico e finanziario), che ha scritto insieme a Pierre Larrouturou. Il "Patto per la finanza climatica" è sostenuto dall'associazione Agir pour le climat, di cui Jean Jouzel è presidente onorario.
Dall'aprile 2020 è associato a Time for the Planet, che promuove l'imprenditorialità al servizio dell'emergenza climatica.

### Sostegno politico
Lasciando il campo scientifico per impegni più politici, si schiera, come ha dichiarato nel 2019 a Le Monde "sempre a sinistra. E sempre per i futuri perdenti". Ségolène Royal, Nicolas Hulot, Pierre Larrouturou, Benoît Hamon... Quest'anno ho preferito non prendere posizione affinché il patto finanza-clima, che ho lanciato con Pierre Larrouturou, anch'egli candidato nella lista PS-Place publique, rimanesse un po' al di sopra della mischia".
Dopo aver sostenuto Pierre Larrouturou alle primarie popolari del 2017, che alla fine è stato escluso dal voto, si è unito alla campagna del candidato socialista Benoît Hamon come consulente per il clima.
Per le elezioni comunali di Parigi del 2020 e per le elezioni presidenziali del 2022, Jean Jouzel sostiene le candidature di Anne Hidalgo.

## Immagine pubblica
Appare nel fumetto Saison brune, pubblicato nel 2012.
Nel 2015 è apparso nel documentario web Climat sous tension.
È un personaggio ricorrente nell'opera teatrale di David Lescot sulla COP21, Les Glaciers grondants.
È il patrono della classe 2018 dell'École normale supérieure de Rennes.

## Premi

### Decorazioni
- Commandeur de la Légion d'honneur (2018; Ufficiale nel 2012);
- Commendatore dell'Ordine nazionale del merito (2015; Ufficiale nel 2008)

### Premi e medaglie
Jean Jouzel ha ricevuto numerosi premi e medaglie scientifiche, tra cui:
- 1992: Premio Phillip-Morris in climatologia;
- 1997: medaglia Milutin-Milankovitch dell'Unione europea delle geoscienze;
- 1999: Premio dell'Accademia delle Scienze;
- 2000: Premio Ippolito dell'Accademia Nazionale delle Scienze;
- 2002: medaglia d'oro del CNRS (co-ricevente con Claude Lorius) ;
- 2003: Medaglia Roger-Revelle;
- 2008: Premio Descartes per la scienza;
- 2012: Premio Vetlesen (co-ricevente con Susan Solomon);
- 2015: Medaglia d'oro dell'Accademia francese di agricoltura.

### Collegi scientifici
- 2001: Selby Fellowship dell'Accademia australiana delle scienze;
- 2009: eletto Presidente di Météo et Climat (ex Società meteorologica francese);
- 2009: eletto presidente del Consiglio superiore per la scienza e la tecnologia;
- 2015: eletto membro dell'Accademia europea delle scienze;
- 2016: eletto membro dell'Accademia francese di agricoltura;
- 2016: membro eletto dell'Accademia nazionale delle scienze degli Stati Uniti;
- 2017: membro eletto dell'Accademia francese delle scienze.

## Pubblicazioni di divulgazione scientifica
- Jean Jouzel, Claude Lorius e Dominique Raynaud, Planète blanche: les glaces, le climat et l'environnement, Paris, Edizioni Odile Jacob, coll. "Sciences", 2008, 301 p. (ISBN 978-2-7381-1400-6, leggi online [archivio]).
- Jean Jouzel e Anne Debroise, Le Climat: jeu dangereux: dernières nouvelles de la planète, Paris, Edizioni Dunod, coll. " Quai des sciences ", 2007, 212 p. (ISBN 978-2-10-050987-4, OCLC 166342394) (BNF 41027563).
- Jean Jouzel, Didier Hauglustain e Valérie Masson-Delmotte,  Atmosphère, atmosphère, Paris Edizioni Le Pommier,  2008 ISBN 978-2-7465-0384-7.
- Jean Jouzel e Anne Debroise, Le Défi climatique: objectif: 2 °C !, Paris, Edizioni Dunod, coll. " Quai des sciences ", 2014, 255 p. (ISBN 978-2-10-070527-6, OCLC 894346417).
- Jean Jouzel e Olivier Nouaillas, Quel climat pour demain? 15 domande/risposte per non finire sotto l'acqua, Paris, Edizioni Dunod, coll. "Hors collection", 2015, 144 p. (ISBN 978-2-10-073836-6), premio del libro Science pour tous 2017.
- Jean Jouzel e Pierre Larrouturou (pref. Nicolas Hulot), Pour éviter le chaos climatique et financier: une solution scandaleusement simple, Paris, Edizioni Odile Jacob, 2017, 419 p. (ISBN 978-2-7381-4116-3, OCLC 1015955045).
- Jean Jouzel e Baptiste Denis, Climat, parlons vrai, Parigi, Edizioni François Bourin, 2020, 216 p. (ISBN 979-1025204825).